# Dialectes de l'aragonès
L'aragonès té parles locals, que s'agrupen en parles de vall, de comarca o parles de diverses comarques. Es troben disperses i generalment aïllades entre elles. El terme dialecte és ambigu i sovint s'utilitzen termes locals (gistaví, benasquès, etc). Darrerament s'ha proposat classificar les parles aragoneses en quatre grups, complexos dialectals o dialectes (segons les apreciacions dels autors).
Popularment la falta de referents lingüístics clars i una diglòssia multisecular han afavorit la falta de consciència unitària entre els parlants de la llengua aragonesa i, a les zones on el dialecte propi s'ha conservat millor, els parlants solen utilitzar noms locals.

Dialectes de l'aragonès.

## Propostes de classificació

### Els quatre dialectes
La proposta més acceptada de classificació dialectal és la de Francho Nagore, qui classifica les parles aragoneses en 4 grups:
- Aragonès occidental
- Aragonès central
- Aragonès oriental
- Aragonès meridional o somontanès

Per a uns, aquests grups són complexos dialectals i les parles dins d'ells (com l'aragonès d'Echo, el gistaví, etc) serien dialectes. Per a uns altres, els 4 grups són els dialectes constitutius de l'aragonès i les varietats que inclouen serien subdialectes, parles comarcals o locals.

### Altres
Encara que la proposta dels quatre dialectes és la més estesa, altres autors han proposat variacions. Així, per Chusé Raúl Usón i Chabier Tomás, hi hauria tres dialectes històrics que es corresponen més o menys amb els tres vells comtats pirinencs:
- Dialecte occidental: Comtat d'Aragó
- Dialecte central: Comtat de Sobrarb
- Dialecte oriental: Comtat de Ribargorça

D'acord amb aquests autors, les varietats meridionals serien la continuació d'aquestes, que s'haurien castellanitzat i uniformat en un procés afavorit per la seva orografia més plana.
L'autor Fernando Sánchez proposa una classificació que postula l'existència de dues grans varietats o dialectes, l'occidental i l'oriental. Aquests tindrien a més unes subvarietats més extremes:
- Dins de l'occidental: l'Ansotà (i en alguna mesura, l'aragonès d'Echo i l'aragonès d'Aierbe), amb característiques occidentals extremes, relacionades amb l'antic romanç navarrès
- Dins de l'oriental: el ribagorçà, amb bastants solucions de transició properes al català.[7]

## Classificació
| Bloc occidental - Ansotà - Aragonès d'Echo (Cheso en aragonès) - Aragüés - Aisí (Aisino en aragonès) - Jaquès (Chaqués en aragonès) | Bloc central - Aragonès centre-occidental - Tensí - Panticut - Serrablès/Sarrablès (Sarrablo aragonès / Serrablo cast) - Aragonès de la terra de Biescas (de Biescas) - Aragonès de la Vall d'Acumuer (de la Vall d'Acumuer) - Aragonès de la Vall de Basa (de Vallibasa) - Aragonès de Sobrepuerto (de Sobrepuerto) - Aragonès centro-oriental - Belsetà - Bergotès - Aragonès de la Ribera de Fiscal (de Ribera de Fiscal) - Aragonès de la vall de Vió (de la Vall de Vió) - Aragonès de la vall de Pórtoles (de Pórtoles) - Aragonès de la vall de Tella - Aragonès de Serra Ferrera | Bloc oriental - Aragonès ribagorçà - Benasquès o Alt-Ribagorçà - Gistaví - Fovà (de la Fova) - Mig-Ribagorçà - Baix-Ribagorçà - Grausí - Estadellà - Fonts                            |  |
| Bloc meridional - Aragonès d'Aierbe (d'Aierbe) - Somontès (de Somontà de Barbastre) - Navalès - Aragonès del Sobrarb (de Sobrarb)   | Bloc meridional - Aragonès d'Aierbe (d'Aierbe) - Somontès (de Somontà de Barbastre) - Navalès - Aragonès del Sobrarb (de Sobrarb) | Dialectes de transició - Castellà aragonès - El benasquès és considerat també de transició amb el català. Tots els fronterers amb la Franja de Ponent són de transició amb el català. |  |

### Valls de parla aragonesa i somontès
Es veuen graus d'erosió-puresa, homogeneïtat-localisme, evolució-arcaisme:

#### Valls del Pirineu axial
La zona del Pirineu axial és on millor s'ha conservat la llengua, però amb arcaismes. La topografia en forma de valls ben separades ha fet que l'aragonès hagi evolucionat en un dialecte o parla local a cada vall:
- Ansó - Ansotà
- Vall d'Echo - Aragonès d'Echo
- Aragüés i Jasa - Aragonès d'Aragüés
- Aísa - Aisí
- Vall de Tena - Tensí
- Vall de Broto - Bergotès
- Vall de Vió - Aragonès de la vall de Vió
- Belsa - Belsetà
- Vall de Gistau - Gistaví
- Vall de Benasc - Benasquès

#### Prepirineu
Millor conservació dels trets genuïns que en el Sota-Montà, però pitjor que a les valls del Pirineus Axial. Són parles de transició entre l'somontès i el parlar de cada vall.

#### Somontano (castellà) - Somontès "Sota-Montà" (català)
El Sota-Montà o somontès és relativament uniforme en zones més àmplies, però molt castellanitzat, amb pèrdua de molts caràcters genuïns. Les diferències generacionals són més grans que les geogràfiques. S'ha perdut l'ocupació de la partícula pronominal-adverbial de locatiu i, (bi a les valls axials).

### Aragonès Occidental i oriental
Existeix una distribució de diferències entre l'est i l'oest, amb límits que no coincideixen, però que fan que uns es vegin principalment des de Broto i Cotefablo fins a la Ribargorça, i més lluny, i uns altres es vegin principalment des de Tena i Cotefablo fins a Navarra. Podem veure-ho en les parelles:

#### Fonètica
- -x- / -ix: per exemple baxo / baixo.

El límit és a Cotefablo, però al sud no és tan clar per la pèrdua del fonema a causa de la cheada típica del somontès.
Certs matisos fonètics esporàdics visibles en certes paraules presenten una distribució d'acord amb aquests pols i que reflecteixen diferències dins del llatí peninsular.
- conello / conillo.
- sabuco i variants amb sufix / samuco, samugo i variants amb sufix.

Paraules que conserven millor el tret fonètica original en la part occidental o en l'oriental:
- sartana / paella.

Se suposa que sartana es deia abans sartaina. Relacionat amb això tenim la forma verbal de primera persona del passat imperfecte d'indicatiu -ebai del ansotà, que correspon a -ebe de l'aragonès gistaví.
- tenebai / tenebe.[11]

#### Morfologia
- on mi / con yo
- Nos / mos
- Bos / tos
- Bi / i: bi a Ansó, Echo, Tena, Serrablo, arribant a minoritari a Belsa i al Sobrarb. i, fou la forma més estesa a la resta d'Aragó.
- Allora u alora / alabez
- Á ormino / asobén: Asobén s'emprava en aragonès medieval des de l'Ebre i es documenta al Baix Aragó al S. XX.
- De raso / de to(t)
- Pro / prou: La primera forma, d'Ansó a Tena, també una mica a Belsa. La segona forma de Broto a Benasc. Pel sud fins a Somontà de Barbastre, Baix Aragó i la Serra del Gúdar amb la seva forma al·lòfona prau.
- Cosa / res: A l'est de l'Alt Aragó s'empra res, però darrere de ni: no he bisto ni res, no n'ha quedau ni res. A Panticosa, Sobrarb i la Ribagorça, especialment a Benasc.
- Puedes / puez
- Chulio / chuliol[11]

#### Lèxic
- Almadía / Navata.
- Calderizo / Cremallos.
- Clamar / Dicir (amb sinònim de denominar).
- Clamar-es / Dicir-es.
- Fablar, (Ansó, Fet) / Parlar, (Gistau, Vell Sobrarbe, ribagorçà, Monegros).
- Lacuna-Laguna / Estanyo.
- Meló / Taixo-Teixón-Texugo
- Milloca / Panís.
- Odir (ansotano), Oyir / Sentir.
- Paxaro / Muixón.
- Peix / Pegunta
- Toballa / Xugamanos
- Xorrontar / Espantar[11]

#### Paraules amb la mateixa arrel i diferent sufix
- enamplar / ixamplar.
- Felz(i) / Felequera, Falaguera.
- Fraxín(o) / Freixe(ra).[11]

#### Altres aspectes
Als verbs dixis de moviment ir i venir es veu que l'ús d'aquests verbs coincideix amb els usos castellans en aragonès occidental (l'emissor és l'únic centre dixi de la comunicació) i amb els usos catalans i occitans en aragonès oriental (l'interlocutor pot ser també centre dixi de la comunicació, per aquest motiu se de digui venir referint-se al lloc on es troba):

## Varietats lingüístiques

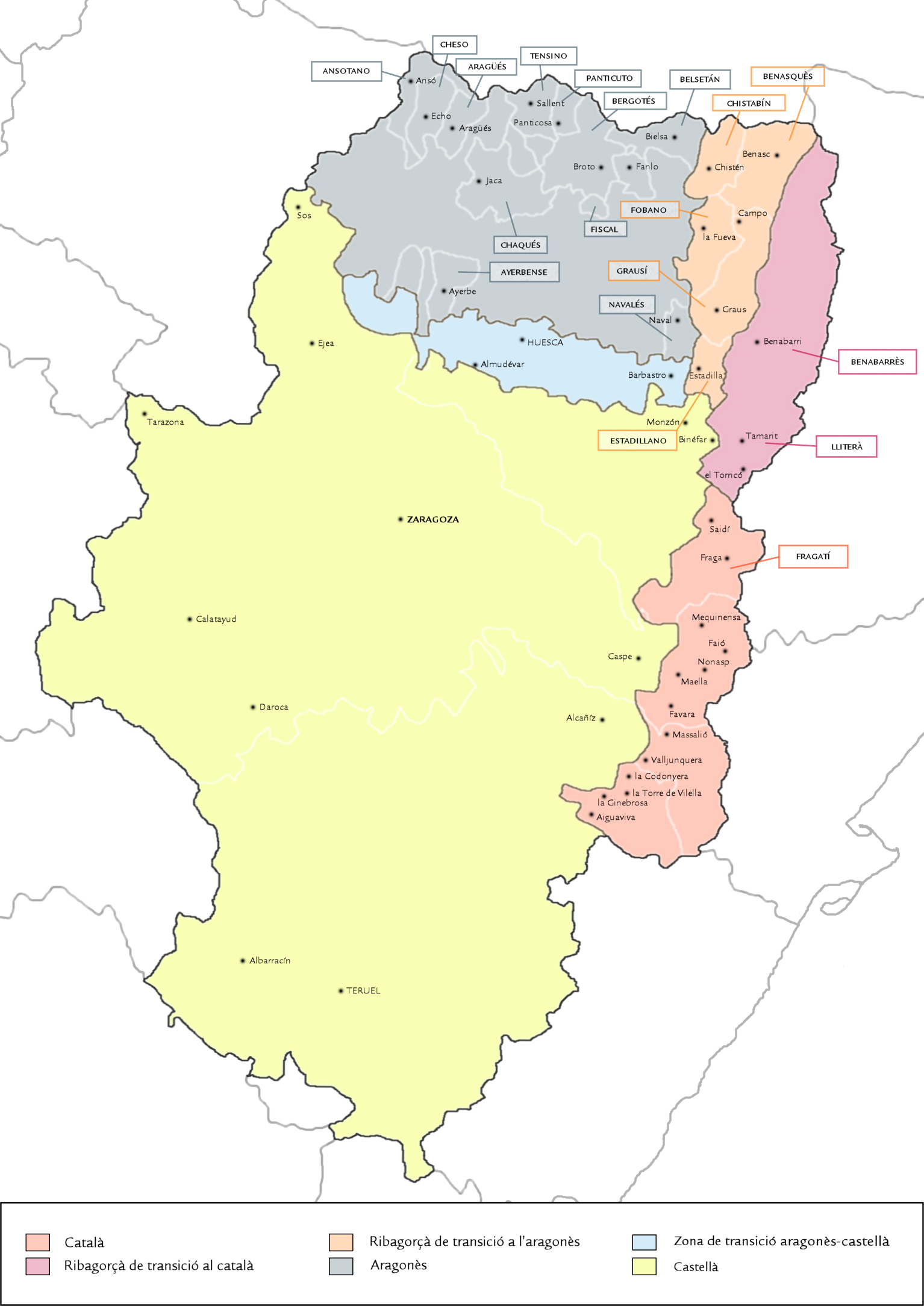

- Varietats lingüístiques de l'Aragó
- Predominis lingüístics de l'Aragó segons la Llei